# Gaussova věta
Gaussova-Ostrogradského věta (Věta o divergenci) je věta diferenciální geometrie, která popisuje vztah mezi plošným integrálem druhého druhu vektorového pole v prostoru přes orientovanou plochu a objemovým integrálem divergence vektorového pole přes regulární oblast. Tato věta je speciálním případem tzv. zobecněné Stokesovy věty. Autorem Gaussovy-Ostrogradského věty je Johann Gauss a dokázal ji Michail Vasiljevič Ostrogradskij.

## Znění věty

Oblast V ohraničená plochou S kladně orientovanou normálami n.

Je-li {\displaystyle \mathbf {F} (x,y,z)=[F_{x}(x,y,z),F_{y}(x,y,z),F_{z}(x,y,z)]} vektorové pole se spojitými parciálními derivacemi prvního řádu na omezené regulární oblasti {\displaystyle V} ohraničené uzavřenou jednoduše souvislou po částech hladkou kladně orientovanou plochou {\displaystyle S}, pak platí:
{\displaystyle \iint _{S}\mathbf {F} \cdot \mathbf {n} \ \mathrm {d} S=\iiint _{V}\left(\nabla \cdot \mathbf {F} \right)\ \mathrm {d} V=\iiint _{V}\left({\frac {\partial F_{x}}{\partial x}}+{\frac {\partial F_{y}}{\partial y}}+{\frac {\partial F_{z}}{\partial z}}\right)\ \mathrm {d} x\ \mathrm {d} y\ \mathrm {d} z},
kde {\displaystyle \nabla \cdot \mathbf {F} } je divergence vektorového pole {\displaystyle \mathbf {F} }.
Z fyzikálního hlediska vyjadřuje Gaussova věta skutečnost, že tok vektorového pole {\displaystyle \mathbf {F} } uzavřenou plochou je roven objemovému integrálu z divergence pole {\displaystyle \mathbf {F} }, neboli velikosti součtu zřídel a propadů pole v oblasti plochou uzavřenou.